# Dufourea campanulae
Dufourea campanulae är en biart som först beskrevs av Cockerell 1897.  Dufourea campanulae ingår i släktet solbin, och familjen vägbin. Inga underarter finns listade i Catalogue of Life.